# Charles-Léopold de Schlieben
Charles-Léopold comte de Schlieben (né le 23 février 1723 à Magdebourg et mort le 16 avril 1788 à Königsberg) est un ministre d'état prussien.

## Biographie

### Origine et famille
Leopold est membre de la lignée Sanditten (de) de Prusse-Orientale de la famille noble prussienne von Schlieben, qui est élevée au rang de comte prussien avec son grand-père Georg Adam von Schlieben (1649-1720) en 1718. Ses parents sont le colonel prussien du 21e régiment d'infanterie "von Marwitz (de)" et gouverneur d'Osterode et de Hohenstein Georg Adam von Schlieben (1688–1737) et Katharina Dorothea Elisabeth (en), née comtesse Finck von Finckenstein (1700–1728). Léopold épouse la comtesse Marie Eleonore Lehndorff (1723-1800) en 1747. Le mariage aboutit à deux filles et deux fils, dont Frédérique de Schlieben (1757-1827), marié à Frédéric-Charles-Louis de Schleswig-Holstein-Sonderbourg-Beck (1757-1816), lieutenant général prussien, russe et danois.

### Carrière
Schlieben s'inscrit à l'Université Albertus de Königsberg en 1739. Il rejoint une loge maçonnique à Berlin en 1749. En tant que successeur de Fabian Abraham von Braxein (de), il est nommé conseiller budgétaire secret et membre du gouvernement prussien en 1768. En même temps, il est Oberburggraf en Prusse. Il rejoint le loge de Königsberg en 1775. Schlieben est également l'héritier de Gerdauen et depuis 1754 héritier de Sanditten, qu'il achète à son frère, et de 1776 à 1786 à Alt-Haus Gerdauen. Il termine sa carrière en tant que ministre et président du collège de pupilles de Prusse-Orientale. Son successeur au collège est le ministre prussien de la guerre Christian von Dönhoff (de) (1742-1803). Schlieben est chevalier de l'Ordre de Saint-Jean.